# Wereldkampioenschappen schoonspringen 2019 – driemeterplank mannen
Het schoonspringen vanaf de driemeterplank voor mannen tijdens de wereldkampioenschappen schoonspringen 2019 vond plaats op 17 en 18 juli 2019 in het Nambu University Municipal Aquatics Center in Gwangju.

## Uitslag
Groen geeft de finalisten weer.
Blauw geeft de halvefinalisten weer.
| Rang   | Naam                  | Land                | Voorronde | Voorronde | Halve finale  | Halve finale  | Finale        | Finale        |
| Rang   | Naam                  | Land                | Punten    | Rang      | Punten        | Rang          | Punten        | Rang          |
| ------ | --------------------- | ------------------- | --------- | --------- | ------------- | ------------- | ------------- | ------------- |
| Goud   | Xie Siyi              | China               | 499.15    | 1         | 522.60        | 1             | 545.45        | 1             |
| Zilver | Cao Yuan              | China               | 451.35    | 4         | 469.30        | 2             | 517.85        | 2             |
| Brons  | Jack Laugher          | Verenigd Koninkrijk | 485.50    | 2         | 468.45        | 3             | 504.55        | 3             |
| 4      | Woo Ha-ram            | Zuid-Korea          | 457.70    | 3         | 430.65        | 11            | 478.80        | 4             |
| 5      | David Boudia          | Verenigde Staten    | 424.45    | 7         | 464.20        | 4             | 458.10        | 5             |
| 6      | Patrick Hausding      | Duitsland           | 418.25    | 9         | 446.20        | 9             | 452.25        | 6             |
| 7      | Mike Hixon            | Verenigde Staten    | 423.05    | 8         | 428.00        | 12            | 449.95        | 7             |
| 8      | Rommel Pacheco        | Mexico              | 427.30    | 6         | 451.55        | 6             | 443.30        | 8             |
| 9      | Nikita Sjleicher      | Rusland             | 436.30    | 5         | 452.15        | 5             | 442.95        | 9             |
| 10     | Jevgeni Koeznetsov    | Rusland             | 416.10    | 12        | 447.55        | 8             | 434.55        | 10            |
| 11     | Sebastián Morales     | Colombia            | 399.50    | 17        | 448.45        | 7             | 433.50        | 11            |
| 12     | Oleg Kolodij          | Oekraïne            | 402.75    | 16        | 438.60        | 10            | 421.40        | 12            |
| 13     | Matthew Carter        | Australië           | 416.35    | 11        | 420.00        | 13            | Uitgeschakeld | Uitgeschakeld |
| 14     | Daniel Restrepo       | Colombia            | 404.95    | 15        | 413.95        | 14            | Uitgeschakeld | Uitgeschakeld |
| 15     | Martin Wolfram        | Duitsland           | 408.55    | 14        | 403.50        | 15            | Uitgeschakeld | Uitgeschakeld |
| 16     | Francois Imbeau-Dulac | Canada              | 409.30    | 13        | 395.20        | 16            | Uitgeschakeld | Uitgeschakeld |
| 17     | Rafael Quintero       | Puerto Rico         | 396.70    | 18        | 376.45        | 17            | Uitgeschakeld | Uitgeschakeld |
| 18     | Oliver Dingley        | Ierland             | 417.95    | 10        | 358.95        | 18            | Uitgeschakeld | Uitgeschakeld |
| 19     | Ken Terauchi          | Japan               | 395.80    | 19        | Uitgeschakeld | Uitgeschakeld | Uitgeschakeld | Uitgeschakeld |
| 20     | Yona Knight-Wisdom    | Jamaica             | 390.20    | 20        | Uitgeschakeld | Uitgeschakeld | Uitgeschakeld | Uitgeschakeld |
| 21     | Kacper Lesiak         | Polen               | 389.90    | 21        | Uitgeschakeld | Uitgeschakeld | Uitgeschakeld | Uitgeschakeld |
| 22     | Guillaume Dutoit      | Zwitserland         | 383.45    | 22        | Uitgeschakeld | Uitgeschakeld | Uitgeschakeld | Uitgeschakeld |
| 23     | Lorenzo Marsaglia     | Italië              | 379.00    | 23        | Uitgeschakeld | Uitgeschakeld | Uitgeschakeld | Uitgeschakeld |
| 24     | Li Shixin             | Australië           | 377.75    | 24        | Uitgeschakeld | Uitgeschakeld | Uitgeschakeld | Uitgeschakeld |
| 25     | Ooi Tze Liang         | Maleisië            | 376.95    | 25        | Uitgeschakeld | Uitgeschakeld | Uitgeschakeld | Uitgeschakeld |
| 26     | Alexis Jandard        | Frankrijk           | 376.90    | 26        | Uitgeschakeld | Uitgeschakeld | Uitgeschakeld | Uitgeschakeld |
| 27     | Mohab Ishak           | Egypte              | 376.75    | 27        | Uitgeschakeld | Uitgeschakeld | Uitgeschakeld | Uitgeschakeld |
| 28     | Sho Sakai             | Japan               | 375.00    | 28        | Uitgeschakeld | Uitgeschakeld | Uitgeschakeld | Uitgeschakeld |
| 29     | Philippe Gagné        | Canada              | 370.40    | 29        | Uitgeschakeld | Uitgeschakeld | Uitgeschakeld | Uitgeschakeld |
| 30     | Giovanni Tocci        | Italië              | 363.20    | 30        | Uitgeschakeld | Uitgeschakeld | Uitgeschakeld | Uitgeschakeld |
| 31     | Jonathan Suckow       | Zwitserland         | 362.65    | 31        | Uitgeschakeld | Uitgeschakeld | Uitgeschakeld | Uitgeschakeld |
| 32     | Adrián Abadía         | Spanje              | 360.35    | 32        | Uitgeschakeld | Uitgeschakeld | Uitgeschakeld | Uitgeschakeld |
| 33     | Kim Yeong-taek        | Zuid-Korea          | 356.65    | 33        | Uitgeschakeld | Uitgeschakeld | Uitgeschakeld | Uitgeschakeld |
| 34     | Laydel Domínguez      | Cuba                | 352.00    | 34        | Uitgeschakeld | Uitgeschakeld | Uitgeschakeld | Uitgeschakeld |
| 35     | Joeri Noerozov        | Wit-Rusland         | 348.65    | 35        | Uitgeschakeld | Uitgeschakeld | Uitgeschakeld | Uitgeschakeld |
| 36     | Nicolás García        | Spanje              | 348.35    | 36        | Uitgeschakeld | Uitgeschakeld | Uitgeschakeld | Uitgeschakeld |
| 37     | Stanislav Olifertsjyk | Oekraïne            | 346.30    | 37        | Uitgeschakeld | Uitgeschakeld | Uitgeschakeld | Uitgeschakeld |
| 38     | Andrzej Rzeszutek     | Polen               | 344.20    | 38        | Uitgeschakeld | Uitgeschakeld | Uitgeschakeld | Uitgeschakeld |
| 39     | Gwendal Bisch         | Frankrijk           | 341.45    | 39        | Uitgeschakeld | Uitgeschakeld | Uitgeschakeld | Uitgeschakeld |
| 40     | Mark Lee              | Singapore           | 339.85    | 40        | Uitgeschakeld | Uitgeschakeld | Uitgeschakeld | Uitgeschakeld |
| 41     | Chew Yiwei            | Maleisië            | 332.65    | 41        | Uitgeschakeld | Uitgeschakeld | Uitgeschakeld | Uitgeschakeld |
| 42     | Liam Stone            | Nieuw-Zeeland       | 332.15    | 42        | Uitgeschakeld | Uitgeschakeld | Uitgeschakeld | Uitgeschakeld |
| 43     | Angello Alcebo        | Cuba                | 327.80    | 43        | Uitgeschakeld | Uitgeschakeld | Uitgeschakeld | Uitgeschakeld |
| 44     | Juraj Melša           | Kroatië             | 326.30    | 44        | Uitgeschakeld | Uitgeschakeld | Uitgeschakeld | Uitgeschakeld |
| 45     | Diego Carquin         | Chili               | 317.70    | 45        | Uitgeschakeld | Uitgeschakeld | Uitgeschakeld | Uitgeschakeld |
| 46     | James Heatly          | Verenigd Koninkrijk | 315.40    | 46        | Uitgeschakeld | Uitgeschakeld | Uitgeschakeld | Uitgeschakeld |
| 47     | Youssef Ezzat         | Egypte              | 308.65    | 47        | Uitgeschakeld | Uitgeschakeld | Uitgeschakeld | Uitgeschakeld |
| 48     | Anton Down-Jenkins    | Nieuw-Zeeland       | 307.30    | 48        | Uitgeschakeld | Uitgeschakeld | Uitgeschakeld | Uitgeschakeld |
| 49     | Donato Neglia         | Chili               | 299.50    | 49        | Uitgeschakeld | Uitgeschakeld | Uitgeschakeld | Uitgeschakeld |
| 50     | Alejandro Islas       | Mexico              | 295.90    | 50        | Uitgeschakeld | Uitgeschakeld | Uitgeschakeld | Uitgeschakeld |
| 51     | Luis Moura            | Brazilië            | 287.95    | 51        | Uitgeschakeld | Uitgeschakeld | Uitgeschakeld | Uitgeschakeld |
| 52     | Kawan Pereira         | Brazilië            | 275.90    | 52        | Uitgeschakeld | Uitgeschakeld | Uitgeschakeld | Uitgeschakeld |
| 53     | Sandro Melikidze      | Georgië             | 269.00    | 53        | Uitgeschakeld | Uitgeschakeld | Uitgeschakeld | Uitgeschakeld |
| 54     | Abdulrahman Abbas     | Koeweit             | 253.45    | 54        | Uitgeschakeld | Uitgeschakeld | Uitgeschakeld | Uitgeschakeld |
| 55     | Davron Botirov        | Oezbekistan         | 251.45    | 55        | Uitgeschakeld | Uitgeschakeld | Uitgeschakeld | Uitgeschakeld |
| 56     | Rungsiman Yanmongkon  | Thailand            | 218.50    | 56        | Uitgeschakeld | Uitgeschakeld | Uitgeschakeld | Uitgeschakeld |
| 57     | Rashid Al-Harbi       | Koeweit             | 181.80    | 57        | Uitgeschakeld | Uitgeschakeld | Uitgeschakeld | Uitgeschakeld |